# はしもとみお
はしもと みお（1980年 - ）は、日本の彫刻家。「生」をテーマに動物の肖像彫刻を制作するほか、イラストや絵本制作も手掛ける。

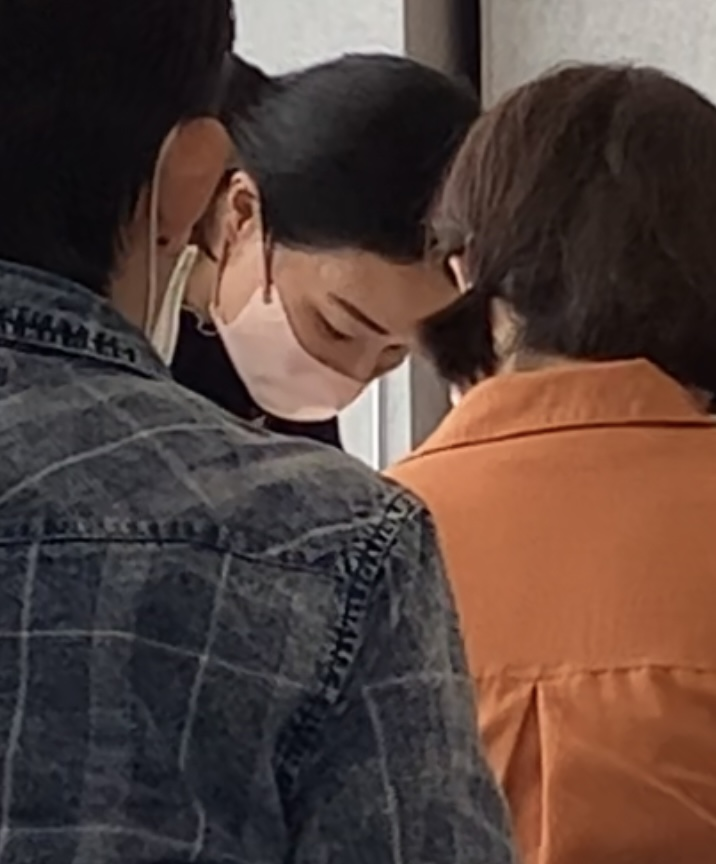
はしもとみお

## 経歴
兵庫県生まれ。
15歳の時に阪神・淡路大震災に遭遇し、将来の夢をそれまでの獣医から「動物の命」をテーマとする芸術家に変更した。2005年東京造形大学美術学科彫刻専攻（第36期）卒業。2007年愛知県立芸術大学大学院美術研究科彫刻専攻修了。三重県いなべ市在住。ジャズドラマーの橋本学は実兄。
山田稔明、近藤研二、むぎ (猫)が主催する「猫町フェス」は、「nekomachi music and art festival」と称しており、アート部門担当としてはしもとみお作の彫刻を展示もしていた。2022年、2023年の猫町フェスでははしもと本人がバイオリンの演奏でバンドにも参加した。

## 展覧会
- 2004年 - 「あしたやさしくなれますように」コドモノminiギャラリー（東京）
- 2006年 - 「Family」展　ギャラリーバッカス（東京）、「Family」展　ギャラリー杉小屋（伊豆高原）、「Family」展　ギャラリー名芳洞（名古屋）
- 2008年 - 「はしもとみお彫刻展」[5]　タリーズコーヒー栄店（名古屋）
- 2009年 - 「彫刻のレストラン」展　フリュウ・ギャラリー（東京）
- 2011年 - 「ここにいるケモノ」展　大磯・世代工房（神奈川）
- 2012年 - 「砂漠のケモノたち」展　ミュシカ（名古屋）、「遠い国のケモノたち」展　ソーイングギャラリー（大阪）、「どうぶつたちと過ごすクリスマス」代官山アドレスディセ（東京）、「いきものたちの、ものがたり」展　那須高原えほんの家　MURMUR（栃木）
- 2013年 -  BODAIJU EXPO 大阪（大阪）
- 2014年 - 「はしもとみお展　動物たちからの手紙」三岸節子記念美術館（愛知）、「いぬねこ島へようこそ！ 彫刻家はしもとみお展」gallery kissa（東京）、「いきものたちの隠れ家」けんちくの種（大阪）
- 2015年 - 「旅する彫刻」[6]、図書館まつり（いなべ市藤原図書館）[4]
- 2016年 -  東京造形大学の教育成果展「ZOKEI NEXT 50」　3331Arts Chiyoda（東京）、「彫刻森のどうぶつたち」[7]
- 2017年 - 「木彫りどうぶつ美術館　はしもとみおの世界」　ヤマザキマザック美術館（名古屋）
- 2018年 -「どうぶつ郵便局へようこそ」郵政博物館（東京）
- 2019年 - ｢はしもと みお彫刻展　-かたちの向こうにあるもの-｣　GINZA TANAKA 銀座本店(東京)
- 2021年 -「動物彫刻展」しいのき迎賓館(石川)
- 2022年-「はしもとみお木彫展-カタチの生まれるところ」はつかいち美術ギャラリー（広島）
- 2025年-「はしもとみお木彫展-いきものたちの旅」群馬県立館林美術館（群馬）

## 受賞
- 2004年、東京造形大学　卒業制作展　ZOKEI賞　受賞
- 2008年、タリーズピクチャーブックアワード　絵本　「神様のないた日」お客様賞　受賞
- 2014年、ベストデビュタント賞　受賞第35回新聞広告賞 新聞社企画部門受賞

## 出版物
- 「神様のないた日」（2008年、タリーズコーヒージャパン、タリーズピクチャーブックアワード）
- 「注目のアーティスト探訪 どうぶつ彫刻家 はしもとみおの仕事」（2011年、MOE 7月号）
- 「彫刻になった家族の話」（2012年、UAE No.51 SPRING 日本アラブ首長国連邦協会）
- 「今月のこの作家この作品 世界中の動物に会いたい」（2012年、月刊美術 4月号）
- 「新しい木彫の形 III・世界の理に触れるかたち　目の前のいのちが丸ごと、木に宿るまで」（2013年、月刊美術 2月号）
- 「やっぱり猫デアル 自由な猫の美しさそのままを」（2013年、月刊美術　4月号）
- 「はじめての木彫りどうぶつ手習い帖」（2015年、雷鳥社出版）
- 「旅する彫刻」（2016年、エムディエヌコーポレーション）
- 「猫を彫る｣(2018年、辰巳出版)
- 「木彫り猫の息吹 ~はしもとみお彫刻日誌~」（2018年、少年画報社）
- 「はしもとみおの木彫り教室」（2021年、KADOKAWA）
- 「はしもとみお彫刻日誌 完全版」（2022年、少年画報社）
- 「おもいででいっぱいになったら」（2022年、KISSABOOKS）
- 「活動遺産」（清古尊 編。2023年、デザインエッグ） - インタビューを受けたひとり。ひとり。
- 「トゲトゲ」（2023年、KISSABOOKS）
- 「私が死んだあとも愛する猫を守る本」（富田園子 編。2025年、日東書学院本社） - 挿絵。

## メディア

### テレビ
- 「人生が変わる1分間の深イイ話　アート作品ＳＰ 第二弾」、日本テレビ、2010年
- 「クロスロード【はしもとみお／彫刻家】」、テレビ東京番組系列、2016年
- 「情熱大陸」、TBS、2021年

### CM
- UNIQLO「LIFE〜夢のカタチ〜　ヒートテック 彫刻家篇」2014年